# Yoshihide Suga
Yoshihide Suga (菅 義偉?, Suga Yoshihide; Yuzawa, 6 dicembre 1948) è un politico giapponese, Primo ministro del Giappone dal 16 settembre 2020 al 4 ottobre 2021 e presidente del Partito Liberal Democratico dal 14 settembre 2020 al 29 settembre 2021. Precedentemente è stato Ministro degli affari interni e delle comunicazioni e Segretario generale del governo negli esecutivi guidati da Shinzō Abe.

## Biografia
È nato a Ogachi (ora Yuzawa), nella prefettura di Akita, e si è laureato all'Università di Hosei a Tokyo. Ha servito da segretario alla dieta di Hikosaburō Okonogi per undici anni, poi come segretario del ministro del commercio internazionale e dell'industria nel 1984 e in seguito come membro del consiglio comunale di Yokohama.
Suga è stato eletto alla dieta del Giappone nel 1996. Originariamente un membro della fazione di Keizō Obuchi, l'ha lasciata dopo aver rifiutato di sostenerlo nelle elezioni del partito del 1998.
Affiliato all'organizzazione Nippon Kaigi, apertamente negazionista, Suga ha formato una squadra per riesaminare il "background" della dichiarazione di Kōno del 1993.
Suga ha guadagnato la notorietà sia in patria che all'estero quando, il 1º aprile 2019, in qualità di segretario generale, ha annunciato il nome della nuova era imperiale: il periodo Reiwa ("bella armonia").

### Primo ministro
Il 14 settembre 2020 è succeduto a Shinzō Abe alla guida del Partito Liberal Democratico e, in quanto tale, il 16 settembre 2020 è divenuto il nuovo primo ministro del Giappone, il primo dell'era Reiwa. Il 3 settembre del 2021 viene reso noto che il premier rassegnerà le dimissioni alla fine dello stesso mese, non partecipando alle primarie del suo partito d'appartenenza (che si terranno un mese prima del termine della legislatura), a causa di un drastico calo di fiducia nei confronti del suo esecutivo da parte dell'elettorato e di una gestione della pandemia di COVID-19 rivelatasi fallimentare.